# 倉吉駅

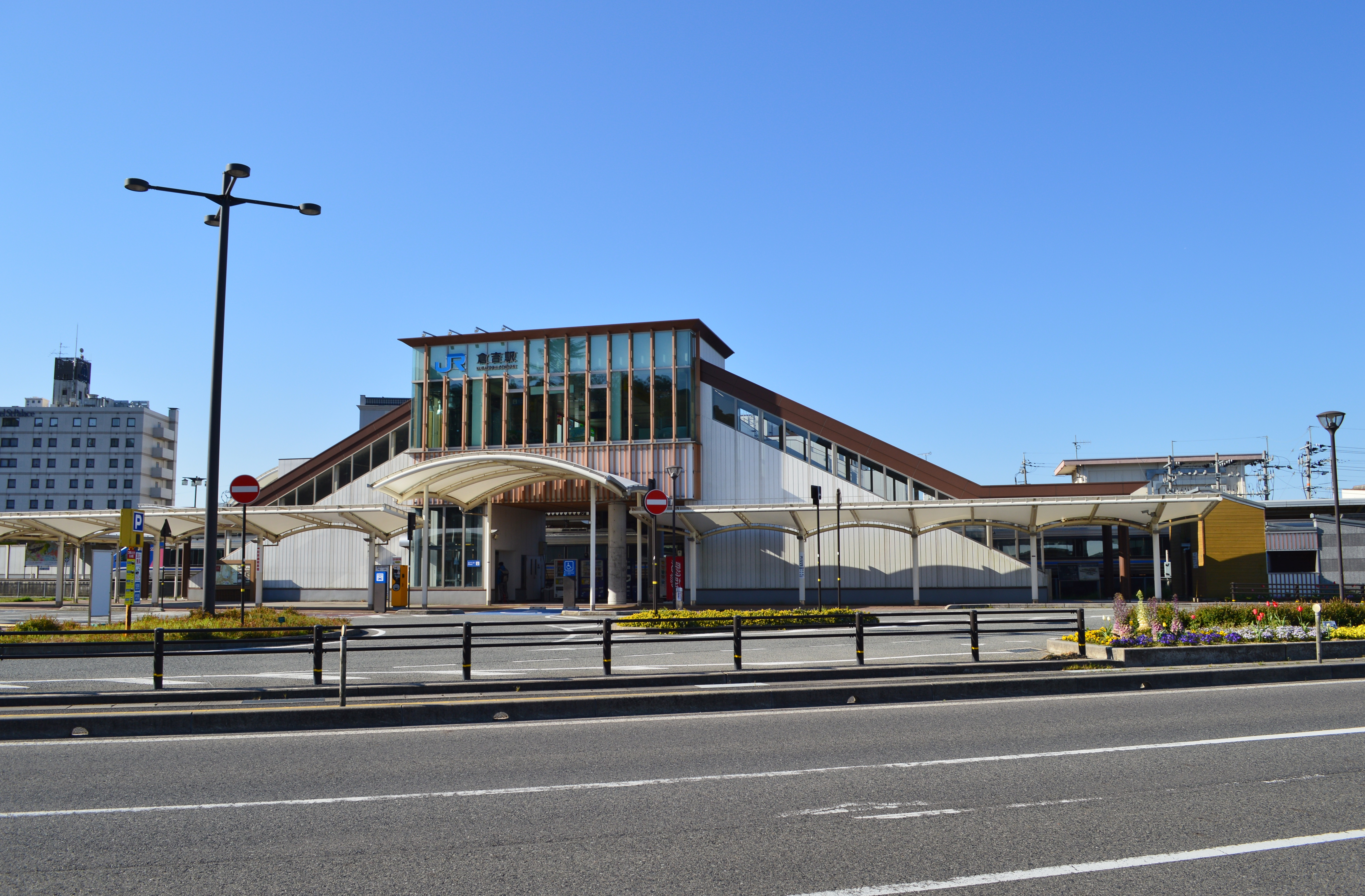
北口（2019年4月）

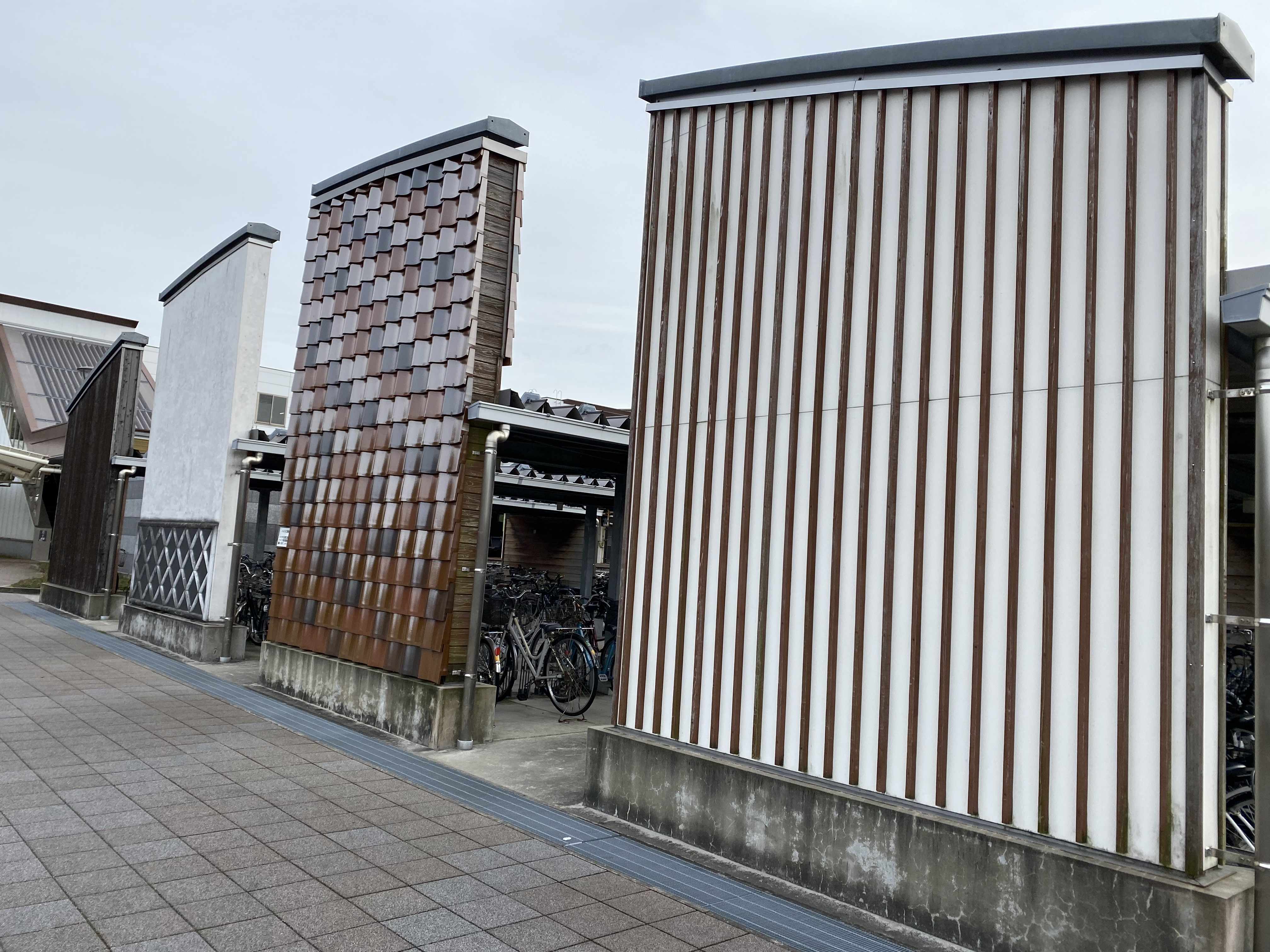
打吹玉川の赤瓦・白壁土蔵をテーマにした駐輪場（2020年1月）

倉吉駅（くらよしえき）は、鳥取県倉吉市上井にある西日本旅客鉄道（JR西日本）山陰本線の駅である。

## 概要
倉吉市唯一の鉄道駅。倉吉市中心部からは離れており、1912年 - 1972年の間は中心市街地にあった倉吉線打吹駅が倉吉駅を名乗っていた。
京都方面への特急「スーパーはくと」の始発駅となっており、全ての特急・快速列車が停車する。

## 歴史

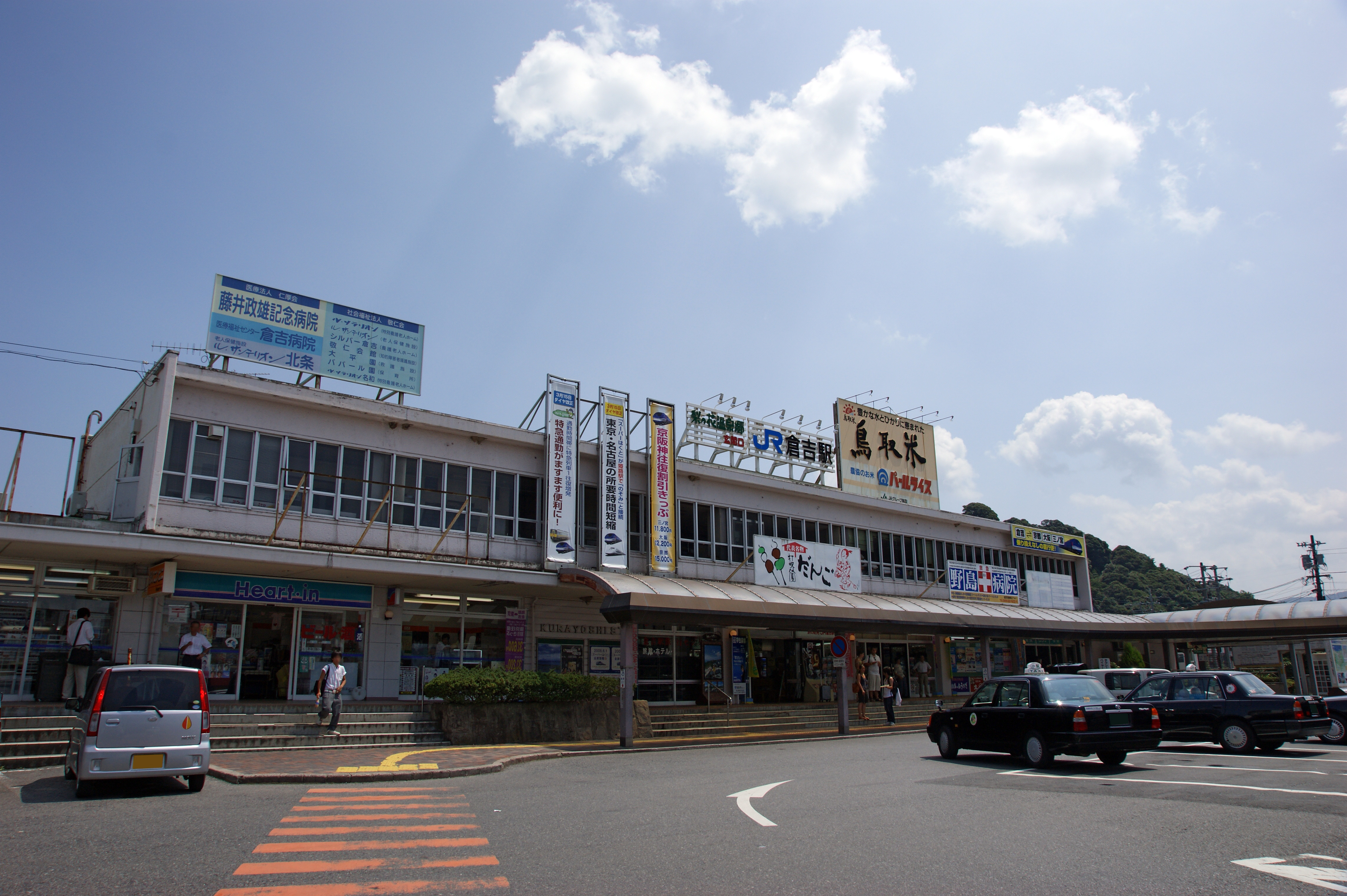
地上駅時代の駅舎（2008年7月）

- 1903年（明治36年）12月20日：官設鉄道が八橋駅（現・浦安駅） - 当駅間延伸時に終着駅である倉吉駅として開業[3]。
- 1904年（明治37年）3月15日：官設鉄道当駅 - 松崎駅間延伸、途中駅となる。
- 1909年（明治42年）10月12日：線路名称制定。山陰本線所属となる。
- 1912年（明治45年）
  - 5月1日：上井駅（あげいえき）に改称[3]。
  - 6月1日：倉吉軽便線当駅 - 倉吉駅（2代目・後の打吹駅）間開通[2]。
- 1922年（大正11年）9月2日：軽便線制度廃止に伴い、倉吉軽便線が倉吉線に改称。
- 1947年（昭和22年）11月27日：昭和天皇が鳥取県内に行幸（昭和天皇の戦後巡幸）。翌日にかけてお召し列車が発着[4]。
- 1972年（昭和47年）2月14日：倉吉駅（3代目）に改称[3]。同時に鉄筋コンクリート造2階建て駅舎に改築[5]。これに先立ち、同年1月10日に倉吉駅（2代目）は打吹駅に改称される[2]。
- 1983年（昭和58年）12月31日：貨物取扱廃止[3]。
- 1985年（昭和60年）
  - 4月1日：倉吉線廃止[2]。
  - 10月20日：第40回国民体育大会開催に合わせて鳥取駅発、当駅着のお召し列車が運転[6]。
- 1986年（昭和61年）11月1日：荷物扱い廃止[3]。
- 1987年（昭和62年）4月1日：国鉄分割民営化に伴い、西日本旅客鉄道（JR西日本）の駅となる[3]。
- 2009年（平成21年）
  - 7月31日：橋上駅舎化工事安全祈願祭。
  - 11月7日：仮駅舎使用開始。
- 2011年（平成23年）
  - 1月14日：仮駅舎使用終了。
  - 1月15日：橋上駅舎使用開始[7]。
- 2018年（平成30年）12月1日：みどりの券売機プラスを導入[要出典]。
- 2025年（令和7年）3月15日：ICカード「ICOCA」の利用が可能になる[8][9]。自動改札機の供用開始[10][11]。

## 駅構造
単式ホーム1面1線と島式ホーム1面2線、計2面3線を有する橋上駅。単式ホーム（3番のりば）と、島式ホーム（1・2番のりば）には橋上駅舎からそれぞれのホームに上り下り階段およびエレベーターが設置されている。なお、橋上駅舎開業と同時に以前は駅南側から1-3となっていたのりばが駅北側から1-3に変更された。
倉吉駅の駅北側には使用されず放置された引き込み線が存在していたが橋上化への駅舎改築を前に全て撤去され、現在その敷地は駅北口駅舎及び駅前広場となっている。このため当駅での夜間滞泊はホームを使って行われている。かつてみどりの窓口が設置されていたが、2020年頃に臨時窓口化し、2023年現在は営業を終了している。
鳥取鉄道部管理の直営駅。

### のりば
| のりば | 路線     | 方向 | 行先           | 備考                         |
| ------ | -------- | ---- | -------------- | ---------------------------- |
| 1      | 山陰本線 | 下り | 米子・松江方面 | 主に接続・当駅始発・当駅終着 |
| 1      | 山陰本線 | 上り | 鳥取・京都方面 | 主に接続・当駅始発・当駅終着 |
| 2      | 山陰本線 | 上り | 鳥取・京都方面 |                              |
| 3      | 山陰本線 | 下り | 米子・松江方面 |                              |
| 3      | 山陰本線 | 上り | 鳥取・京都方面 |                              |

上記は2016年3月時点の運用である。倉吉駅を始発・終着とする列車が多く、発着番線は適宜変動する。
当駅を跨いで運転される列車は行き違いや接続待ちのない限り、上下線とも3番のりばに停車する。行き違いがある場合は、上り（鳥取方面行き）が2番のりばに入る形を取っている。当駅で折返しとなる普通列車は主に1・2番（2番のりばは鳥取方面のみ）から発車する。

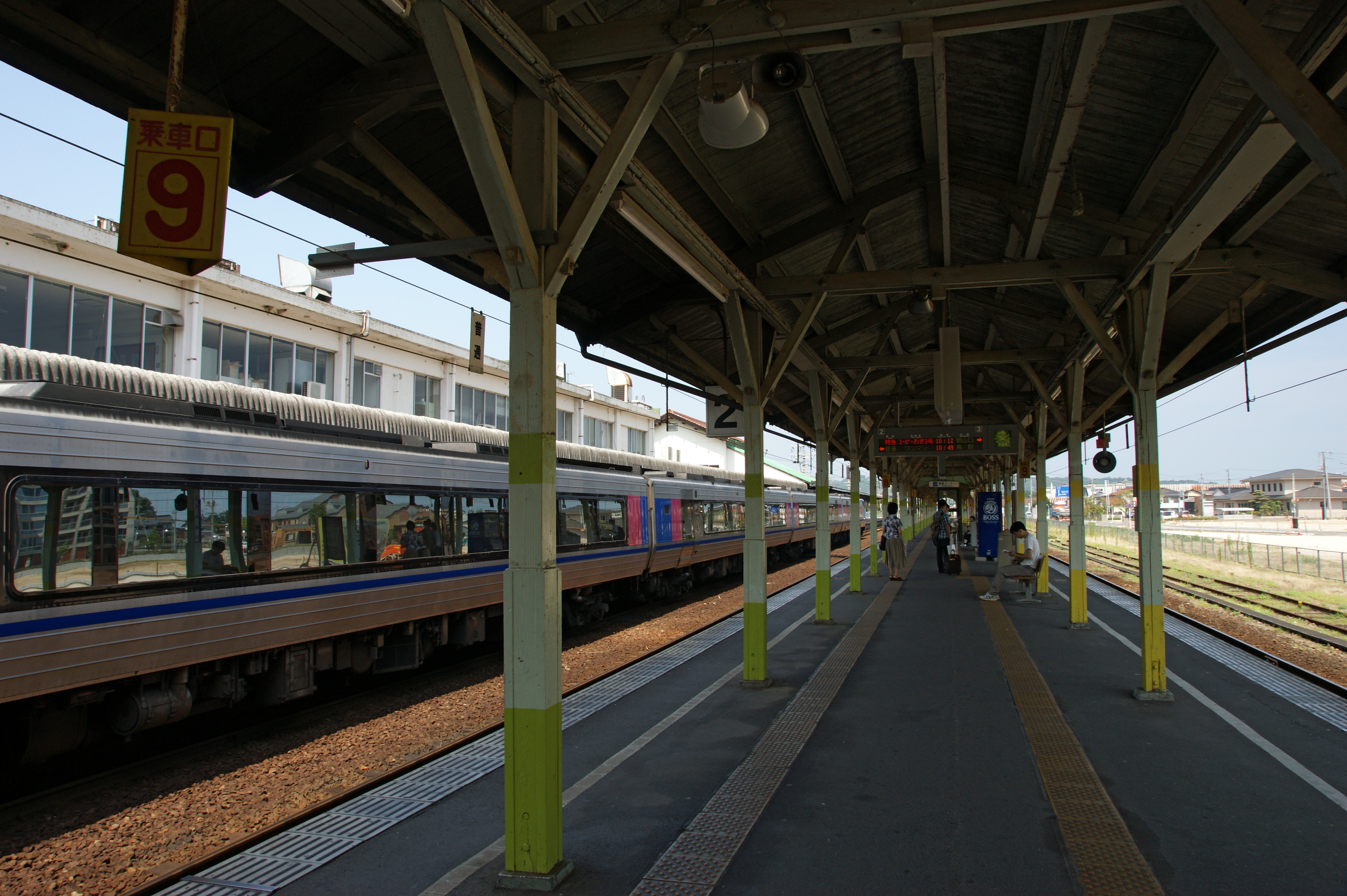
地上駅舎時代の2番・3（現・1）番線ホーム
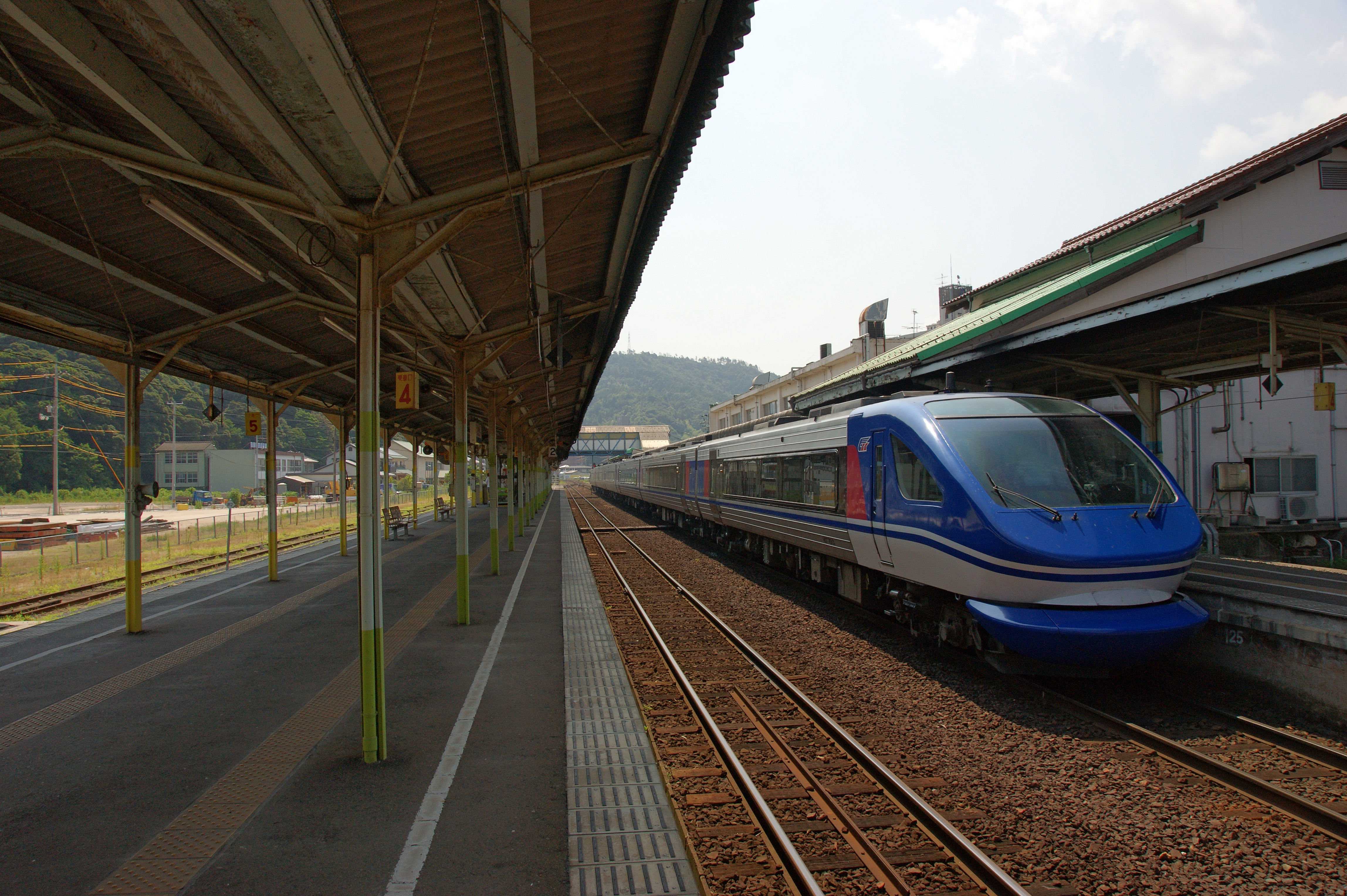
地上駅舎時代の1（現・3）番線ホームに停車中の特急スーパーはくと
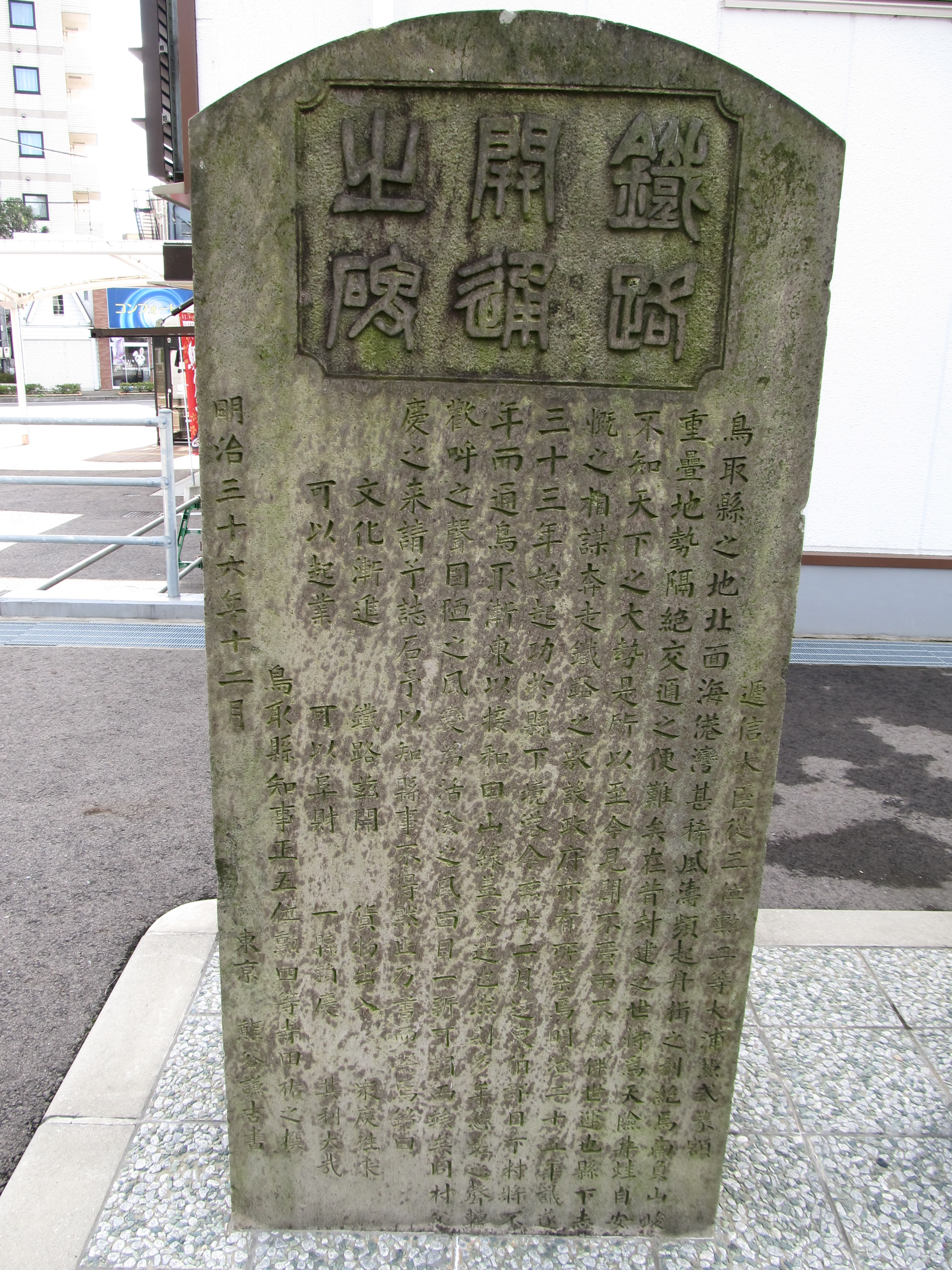
3番のりばにある「鐵路開通之碑」

### 駅構内の施設
- エキパル倉吉観光案内所・行政サービスコーナー
- くらよし駅ヨコプラザ
- セブン-イレブン ハートインJR倉吉駅店（旧・デイリーイン倉吉）

## 橋上駅舎化
2009年（平成21年）から橋上駅舎化工事が行われ、2011年（平成23年）1月15日に新駅舎で営業が開始された。新駅舎は鉄骨造2階建て約1,400㎡で、黒のタイルと茶色の格子を取付けて倉吉の町並みを表現したデザインとなっている。また、南北から駅舎へ階段・エスカレーターおよびエレベーターでの出入りが可能になり駅舎自体が南北の自由通路（倉吉市道倉吉駅南北線）も兼ねる構造になっている。各ホームには階段及びエレベーターで行き来も可能となっている。
2009年11月6日に旧駅舎の使用が終了し、翌日7日から橋上駅舎供用開始前日の2011年1月14日まで仮駅舎が使用されていた。
また、これに伴い2011年4月1日に観光案内所が「倉吉ほっとプラザ（伯耆回廊みちしるべ案内所）」から「エキパル倉吉（新駅舎）」へ移転した。

## 跨線橋
地上駅時代の倉吉駅では1908年（明治41年）に帝国鉄道庁神戸工場で製造された跨線橋が長年使用されていた。跨線橋の大きさは高さ6.3メートル、長さ16.4m、幅3mだった。横揺れへの耐性が強いとされる「ラーメン構造」で、渡り廊下や階段には木板が使われ、階段支柱には古いレールも使用されていた。また門柱には「鉄道神戸明治41年」という刻印が残されていた。1908年製の一部木造の跨線橋は全国的にも稀少だったが、橋上駅舎化に伴い2010年に撤去された。10本あった跨線橋の柱のうち1本は3番のりばの松崎方に保存展示されている。ラーメン構造の支えや窓部分は大阪府大阪市港区にあった交通科学博物館に展示されていたが、同博物館閉館後の扱い（後継施設である京都鉄道博物館での展示再開等）は不明である。

## 駅弁

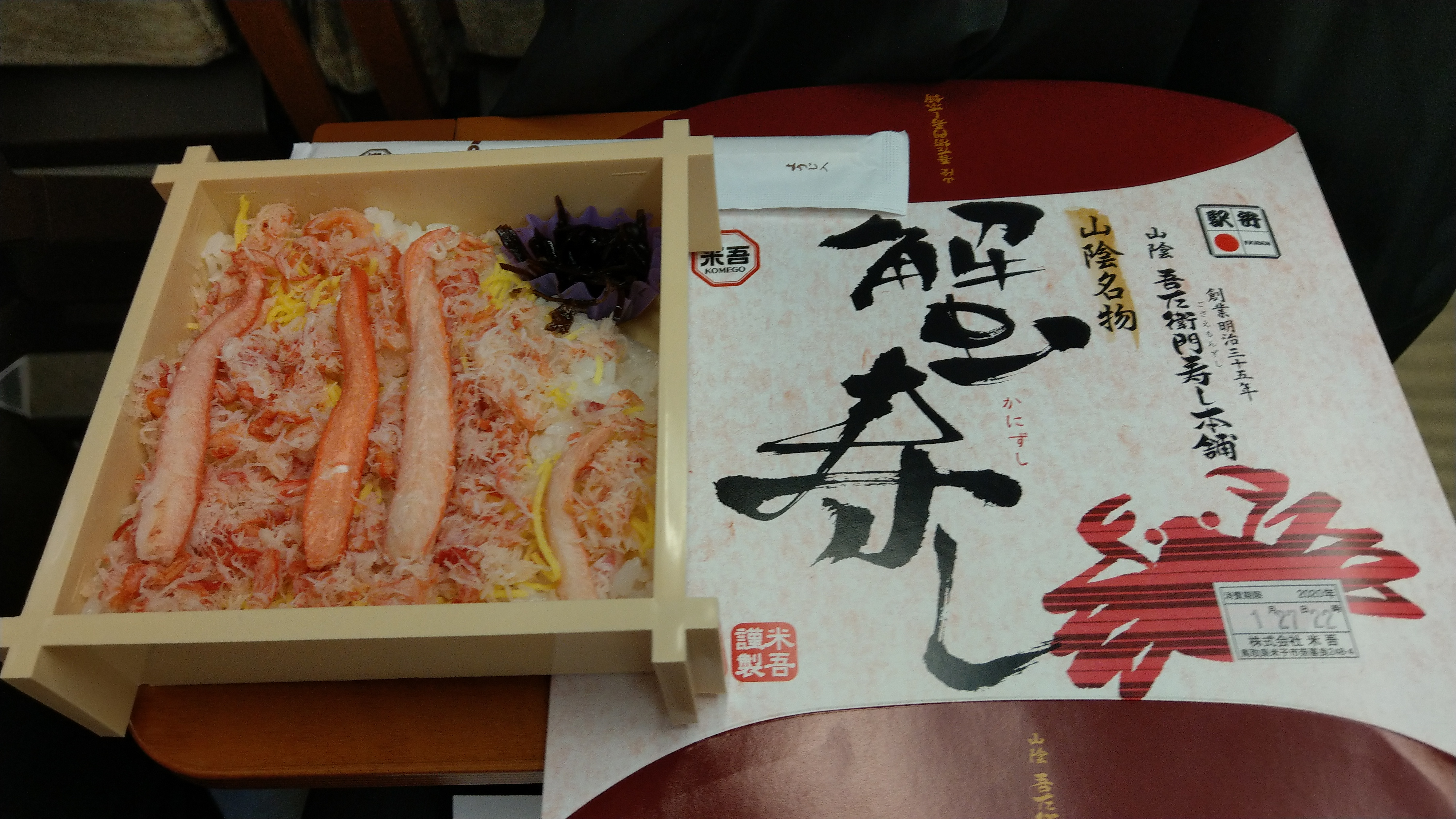
かに寿し駅弁

主な駅弁は下記の通り。
- 吾左衛門鮓（蟹）
- 吾左衛門鮓（鯖）
- 元祖かに寿し

## 利用状況
| 1日平均乗降人員推移 | 1日平均乗降人員推移 | 1日平均乗降人員推移 |
| 年度                | 乗車人数            | 乗降人数            |
| ------------------- | ------------------- | ------------------- |
| 2009年              | 2,190               |                     |
| 2010年              |                     |                     |
| 2011年              |                     | 4,316               |
| 2012年              |                     | 4,266               |
| 2013年              |                     | 4,377               |
| 2014年              |                     | 4,272               |
| 2015年              |                     | 4,410               |
| 2016年              |                     | 4,366               |
| 2017年              |                     | 4,442               |
| 2018年              |                     | 4,440               |
| 2019年              |                     | 4,106               |
| 2021年              |                     | 3,186               |

## 駅周辺

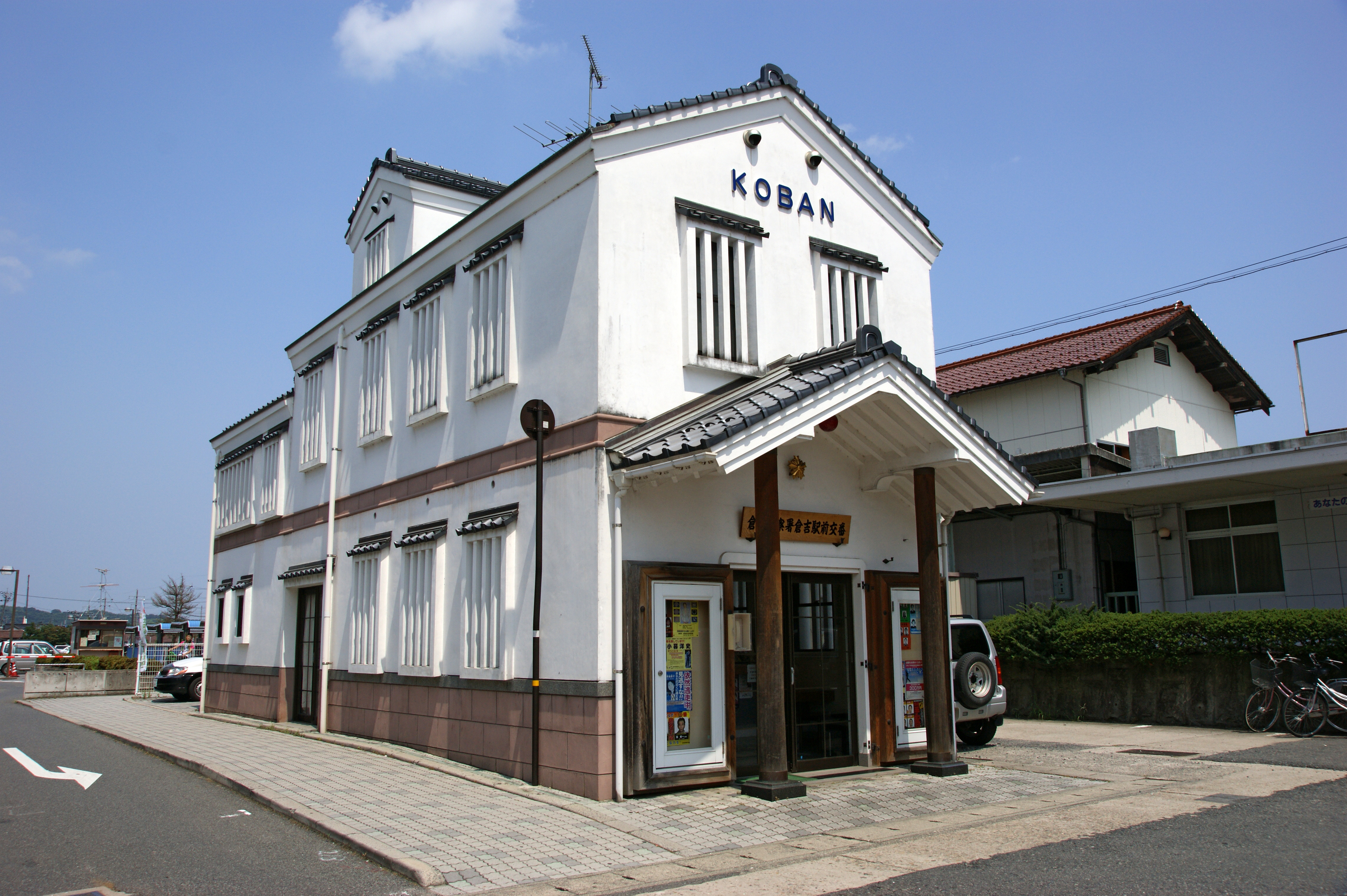
倉吉警察署倉吉駅前交番

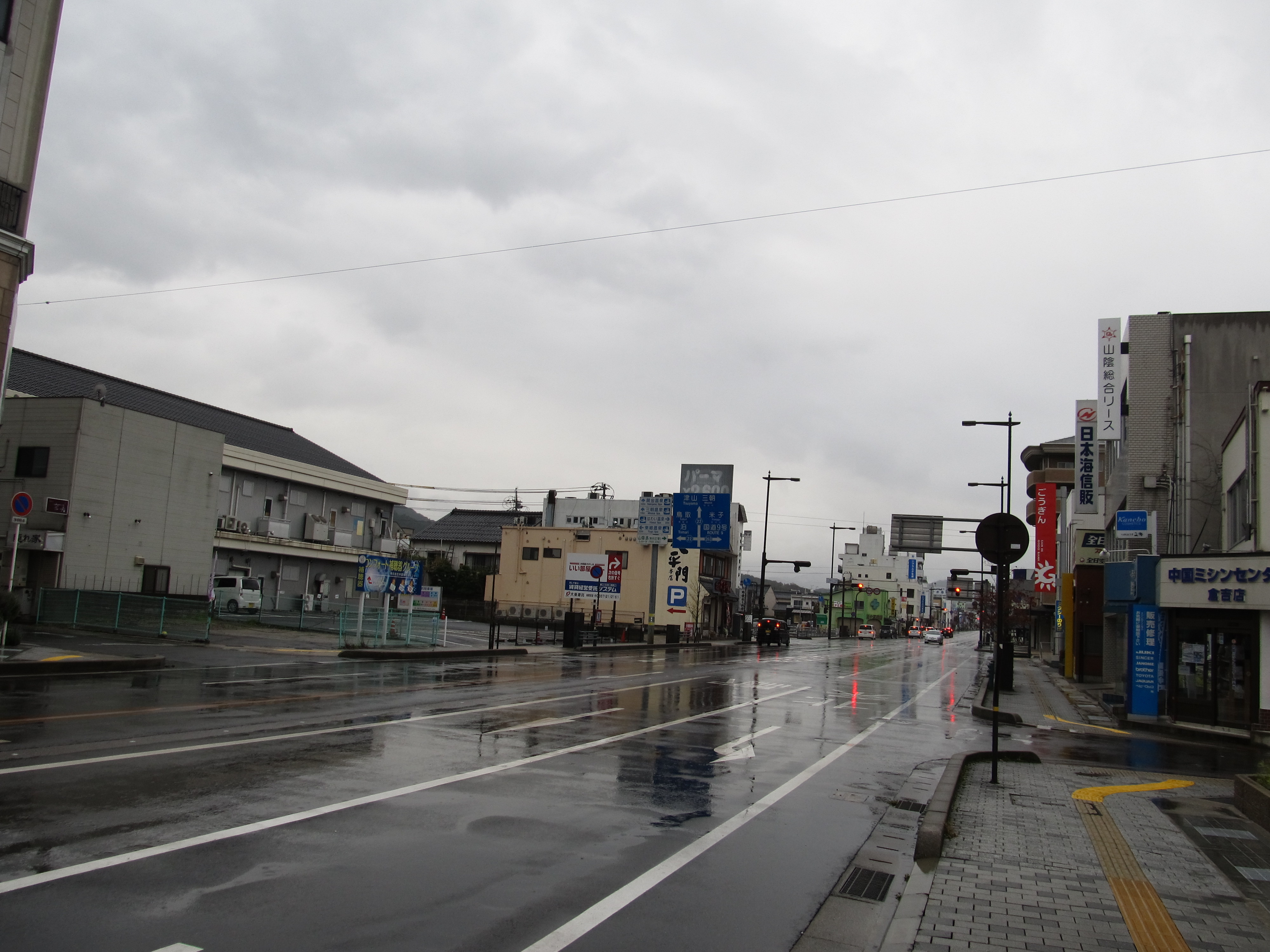
鳥取県道263号倉吉停車場線

- 倉吉警察署倉吉駅前交番
- 倉吉税務署
- ホテルセントパレス倉吉
- パープルタウン
- 鳥取看護大学
- 鳥取短期大学
- 鳥取県立倉吉総合産業高等学校
- 倉吉北高等学校
- 鳥取県立産業人材育成センター倉吉校
- 倉吉市立河北中学校
- 倉吉市立河北小学校
- 倉吉上井一郵便局
- 倉吉福庭郵便局
- 鳥取銀行倉吉中央支店
- 山陰合同銀行倉吉駅前出張所
- 倉吉信用金庫倉吉駅前支店
- JA鳥取中央 河北支所
- 国道179号
- 鳥取県道22号倉吉青谷線
- 鳥取県道51号倉吉川上青谷線
- 鳥取県道170号海田倉吉停車場線
- 鳥取県道201号上井北条線
- 鳥取県道263号倉吉停車場線
- 神鋼機器工業本店・工場
- マルイ 上井店
- ラ・ムー 倉吉店

## バス路線

### 倉吉駅南口

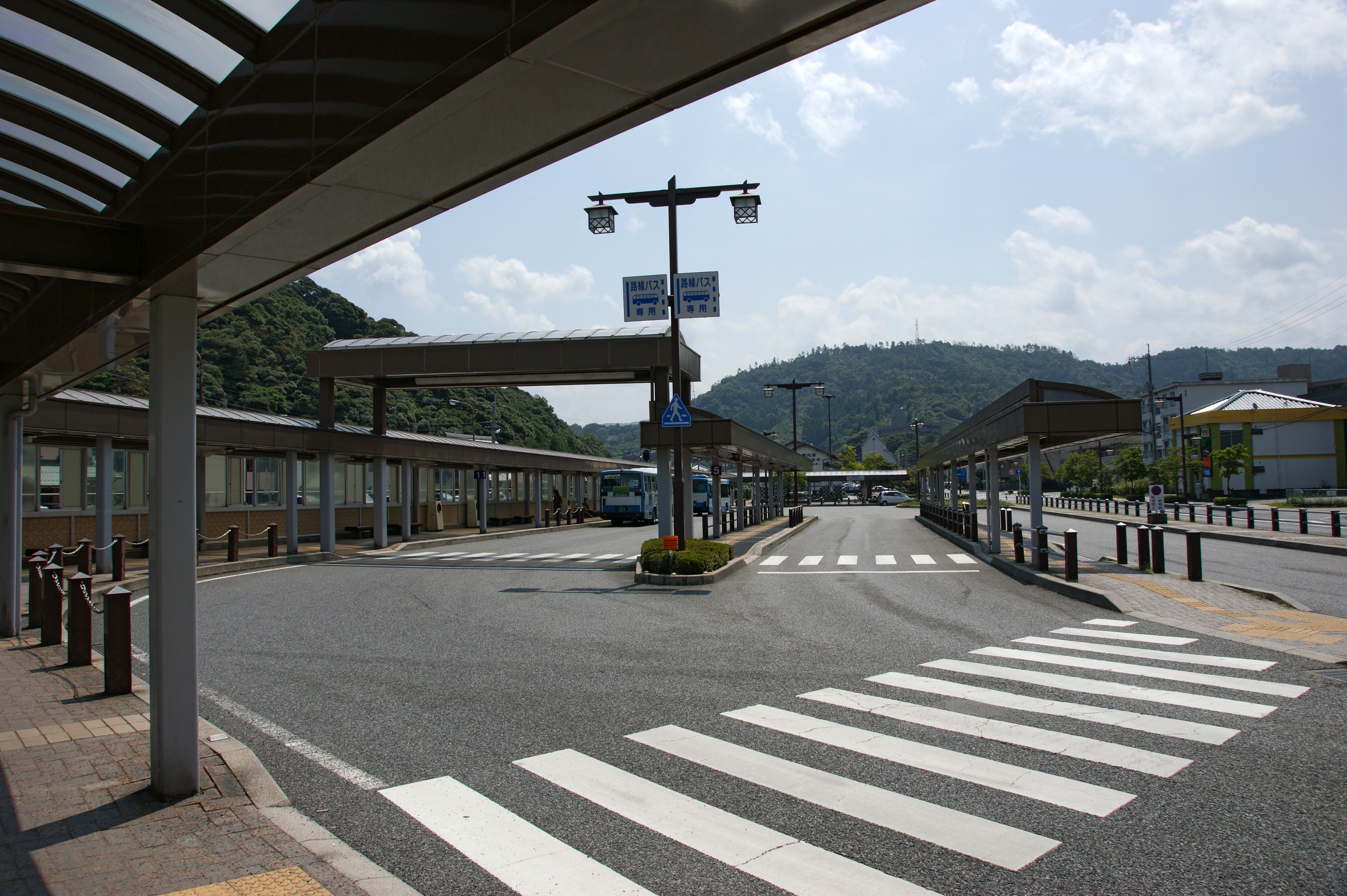
バスロータリー

- バスのりばは駅前にある。倉吉市中心部へ向かう、日本交通・日ノ丸自動車が運行するバスは2番のりばから発車する。
  - 但し、以前運行されていた中鉄美作バス運行便（2007年11月1日廃止）のみ、1番のりばから発車していた。
- 6番のりば前にあるバスプラザ（旧・倉吉ほっとプラザ（伯耆回廊みちしるべ案内所））をバス待合所（9:30 - 18:00）として利用可能[17][18][19]。

#### 路線バス
日本交通 (鳥取県)（日交バス）や日ノ丸自動車（日ノ丸バス）が乗り入れる。
| のりば | 運行事業者          | 系統・行先                                                                              | 備考 |
| ------ | ------------------- | --------------------------------------------------------------------------------------- | --- |
| 1      | 日交バス            | 0：倉吉バスセンター・中央自動車学校                                                     | |
| 1      | 日ノ丸バス          | 0：海田日ノ丸車庫                                                                       | |
| 2      | 日交バス 日ノ丸バス | 10：西倉吉                                                                              | 共同運行 |
| 2      | 日交バス            | 20：大宮・広瀬 30：関金温泉 31：明高 32：山口上・大河原                                 | 「20」の大宮 - 広瀬間、「32」の山口上 - 大河原間はデマンドバス |
| 2      | 日ノ丸バス          | 11：倉吉農高 12：久米中学校 80：赤碕駅 81：西亀谷 90：大立 91：桜 92：中野上 93：大河内 | 「12」は平日のみ運行 |
| 3      | 日ノ丸バス          | 70：三朝温泉 71：三徳山駐車場・上吉原 74：穴鴨公会堂前・木地山 75：小河内・実光         | 「71」の三徳山駐車場 - 上吉原間、「74」の穴鴨公会堂前 - 木地山間、「75」の小河内 - 実光間はデマンドバス 「74」「75」は一部の便を除き三朝町役場でみささサンサンバスに乗り換え |
| 4      | 日交バス            | 40：由良駅 50：石脇車庫・小浜 60：北方入口                                              | |
| 7      | 日ノ丸バス          | （直行）倉吉総合産業高校                                                                | 平日のみ運行 |

#### スクールバス
5番のりば
- （直行）鳥取看護大学・鳥取短期大学

送迎車のりば
- 湯梨浜学園中学校・高等学校
- 鳥取城北高等学校
- 大栄観光：鳥取県立倉吉養護学校（北栄コース）

#### 送迎バス・送迎車
送迎車乗り場では三朝温泉のホテル・旅館の送迎車が利用しており、マイクロバス以外のワゴン車・セダンタイプ乗用車も乗り入れる。

#### 高速バス・空港リムジンバス
※倉吉市に発着する高速バスのうち、大山号（福岡方面）は当駅には発着しない（倉吉市内の停留所は倉吉バスセンター・中央自動車学校1箇所のみ）。
6番のりば
- 日本交通 (鳥取県)・日本交通 (大阪府)
  - 山陰特急バス：大阪（なんば (OCAT)・弁天町 / 阪急高速バス新大阪ターミナル）・弁天町 / 神戸（三宮バスターミナル）・大阪（なんば (OCAT)）
- 日ノ丸自動車
  - 新倉吉街道エクスプレス：岡山（岡山駅西口）
  - メリーバード号：広島（大塚駅・広島バスセンター）
- 日ノ丸ハイヤー
  - 空港リムジンバス：鳥取砂丘コナン空港 / 青山剛昌ふるさと館

### 倉吉駅北口
- （直行）伯耆しあわせの郷（無料送迎バス）

## 隣の駅
西日本旅客鉄道（JR西日本）
 山陰本線
- 特急「スーパーはくと」発着駅、特急「スーパーおき」「スーパーまつかぜ」・観光列車「あめつち」停車駅

■快速「とっとりライナー」・■普通
松崎駅 - 倉吉駅 - 下北条駅

### かつて存在した路線
日本国有鉄道
倉吉線
倉吉駅 - 上灘駅